# ツール・ド・フランス1955
ツール・ド・フランス1955は、ツール・ド・フランスとしては42回目の大会。1955年7月7日から7月30日まで、全22ステージで行われた。

## 総合成績
| 順位 | 選手名                     | 国籍           | 時間            |
| ---- | -------------------------- | -------------- | --------------- |
| 1    | ルイゾン・ボベ             | フランス       | 130時間29分26秒 |
| 2    | ジャン・ブランカールト     | ベルギー       | +4分53秒        |
| 3    | シャルリー・ゴール         | ルクセンブルク | +11分30秒       |
| 4    | パスクアーレ・フォルナーラ | イタリア       | +12分44秒       |
| 5    | アントナン・ローラン       | フランス       | +13分18秒       |
| 6    | ラファエル・ジェミニアーニ | フランス       | +15分01秒       |
| 7    | ジャンカルロ・アストルア   | イタリア       | +18分13秒       |
| 8    | スタン・オッカー           | ベルギー       | +27分13秒       |
| 9    | アレックス・クローズ       | ベルギー       | +31分10秒       |
| 10   | フランソワ・マエ           | フランス       | +36分27秒       |

### マイヨ・ジョーヌ保持者
| 選手名                 | 国籍     | 首位区間          |
| ---------------------- | -------- | ----------------- |
| ミゲル・ポブレット     | スペイン | 第1(a)-第1(b)     |
| ヴート・ヴァクトマンス | オランダ | 第2-第3           |
| アントナン・ローラン   | フランス | 第4-第6、第8-第16 |
| ヴィム・ファンエスト   | オランダ | 第7               |
| ルイゾン・ボベ         | フランス | 第17-最終         |

### 各部門賞結果
| 第42回 ツール・ド・フランス 1955 |                                    |
| 全行程                           | 22区間、4476km                     |
| 総合優勝                         | ルイゾン・ボベ 130時間29分26秒     |
| 2位                              | ジルベール・ボヴァン +1分25秒      |
| 3位                              | シャルリー・ゴール +11分30秒       |
| 4位                              | パスカーレ・フォルナーラ +12分44秒 |
| 5位                              | アントナン・ローラン +13分18秒     |
| ポイント賞                       | スタン・オッカー 322ポイント       |
| 2位                              | ヴート・ヴァクトマンス 399ポイント |
| 3位                              | ミゲル・ポブレット 409ポイント     |
| 山岳賞                           | シャルリー・ゴール 84ポイント      |
| 2位                              | ルイゾン・ボベ 70ポイント          |
| 3位                              | ジャン・ブランカールト 44ポイント  |